# 佐藤信寛
佐藤 信寛（さとう のぶひろ、文化12年12月27日（1816年1月25日） - 明治33年（1900年）2月15日）は、江戸時代後期の長州藩藩士。幼名は三郎、のち通称を寛作、諱を信寛と名乗る。号は蝦洲。正五位。佐藤家第10代当主。
子孫に首相を務めた岸信介（姓が違うのは岸家へ養子に出されたため）・佐藤栄作の兄弟（曾孫）、および安倍晋三（来孫）がいる。

## 生涯
現在の山口県熊毛郡田布施町に、萩藩士・佐藤源右衛門（佐藤家第9代当主）の長子として生まれる。源右衛門の弟には坪井九右衛門がいる。
藩校明倫館に入り山県太華に学び、江戸にて清水赤城につき長沼流兵学を修め、吉田松陰に兵要禄を授けた。井上馨や伊藤博文、木戸孝允らとも親交があったという。
藩内では郡奉行筆者役を務めた。
藩に仕えて海防手当方郡奉行所などを歴任し、明治維新後には浜田県権知事、島根県令などを務めた。
明治11年（1878年）頃に官を退き閑居、熊毛郡麻郷村戎ヶ下（現・田布施町）に居を定め、多くの詩編、手記を残し、余生を風月と共に送った。
満84歳で死去、田布施のひろみが丘に葬られた。菩提寺は浄土真宗真光寺である。

## 人物像
1876年11月、信寛は県令として萩の乱の首謀者前原一誠らを逮捕している。
曾孫にあたる栄作は自伝『今日は明日の前日』の冒頭に
私の家はもともと毛利家の家臣で萩に住んでいた。（中略）曽祖父は毛利家本藩の直参だったのだがあまり格の高いものではなかったようだ。しかし、いまから考えると当時の革新派で毛利藩が九州に出兵した時などはその攻撃軍に加わっている。そんなことで明治維新の後は島根県の県令になった
と書いている。
長男の信彦との仲は必ずしも円満ではなく、鼓家を継いだ次男の包武を最も可愛がって、すべての資産や記念品類をこの次男に与えた。ところが鼓家の人々は田布施・佐藤家にさほど興味もなかったので、その記念品類は次々に売り払われてしまったという。
官職を退任後、戎ヶ下の別荘に起居し、蝦洲と号した。隣に郷校「成器堂」のあった別荘には有栖川宮熾仁親王や伊藤博文らが立ち寄ったという。信寛を訪ねた伊藤博文が帰途に残した漢詩が今日に残っている。

## 家族・親族・家系
- 信彦 - 長男、漢学者、山口県議
- 包武（1845年 - 1914年） - 次男。鼓家を継ぐ。軍馬補充部本部長陸軍少将[5]
- 太郎 - 三男。陸軍大将男爵井上光家の家督を継ぐ、陸軍少佐、1等給 [6]
  - 孫・佐藤松介（医師）、佐藤寛造（医師）、池上作三（医師）、茂世、さわなど
    - 曾孫・佐藤市郎（海軍軍人）、岸信介（官僚、政治家・首相）、佐藤栄作（同）、佐藤寛子（栄作の妻）
      - 玄孫・安倍洋子（岸信介の長女　安倍晋太郎に嫁する）、佐藤信二（政治家）
        - 来孫・安倍寛信（三菱商事パッケージング社長）、安倍晋三（政治家、首相）、岸信夫（政治家）
          - 昆孫・安倍寛人（寛信の子）、岸信千世（信夫の子　フジテレビ記者から父の秘書を経て衆議院議員）

## 関連人物
- 伊藤博文
- 井上馨
- 吉田松陰